# Lynne Overman
Lynne Overman (* 19. September 1887 in Maryville, Missouri, als Woodson Lynne Overman; † 19. Februar 1943 in Santa Monica, Kalifornien) war ein US-amerikanischer Schauspieler.

## Leben und Werk
Lynne Overman war Sohn des Pferdezüchters William Overman und seiner Frau Dora. Nach dem frühen Tod seines Vaters lief er von zu Hause weg und verdiente sein Geld zunächst als Jockey und in Pferdeshows. Er studierte kurz an der University of Missouri. Kurz vor dem Ersten Weltkrieg, in dem er auf einem U-Boot eingesetzt wurde, begann er eine Theaterkarriere. Zunächst war er in Musicals beziehungsweise im Vaudevilletheater aktiv. Bald wurde er ein erfolgreicher Theaterschauspieler, auch am Broadway und in England.
Seinen ersten Filmauftritt hatte Lynne Overman 1928 in dem Stummfilm The Perfect Crime; dies war sein einziger Film, in dem er nicht im Vor- oder Abspann genannt wurde. Bis 1934 war er in einigen Kurzfilmen zu sehen. Ab 1934 trat er bis zu seinem Tod mehrfach jährlich in Spielfilmen auf. Er war die ganze Zeit über bei Paramount Pictures unter Vertrag. Er spielte in Filmen von Regisseuren wie Frank Capra (Broadway Bill), Lewis Milestone (Paris in Spring), William A. Wellman (Men With Wings, Roxie Hart), Henry Hathaway (Piraten in Alaska), Clarence Brown (Der große Edison), Charles Vidor (New York Town), George Marshall (Star Spangled Rhythm, Lodernde Flammen) oder Lloyd Bacon (Silver Queen). Ein besonderes Verhältnis hatte er aber mit Cecil B. DeMille, der ihn bereits 1930 für eine Rolle in seinem Film Madam Satan haben wollte, was an Overmans Theaterarbeit scheiterte. Er trat aber in DeMilles Filmen Union Pacific, Die scharlachroten Reiter und Piraten im karibischen Meer auf und hatte einen Vertrag „für eine wichtige Rolle“ in Dr. Wassells Flucht aus Java als er starb. DeMille hielt auch Overmans Grabrede. Lynne Overman war in seinen Filmen zumeist auf Platz drei in der Besetzungsliste zu finden, hatte aber auch Hauptrollen in Three Married Men, Partners in Crime, Unter Mordverdacht, Sons of the Legion, Persons in Hiding und  Death of a Champion.
Lynne Overman war Mitglied des von dem Kolumnisten Sidney Skolsky Irish Mafia genannten Freundeskreises von Schauspielern, der sich in den späten 1930ern bildete. Die anderen Mitglieder waren James Cagney, Spencer Tracy, Pat O’Brien, Frank McHugh, Ralph Bellamy und Frank Morgan.
Lynne Overman war bis zu seinem Tode mit der ehemaligen Tänzerin Emily Drange verheiratet. Er starb am 19. Februar 1943 nach mehreren Herzinfarkten.
Synchronisiert wurde er unter anderem von Harald Leipnitz und Franz Nicklisch.

## Filmografie (Auswahl)
- 1928: The Perfect Crime
- 1934: Call It Murder
- 1934: Die Glückspuppe (Little Miss Marker)
- 1934: The Great Flirtation
- 1934: She Loves Me Not
- 1934: You Belong to Me
- 1934: Broadway Bill
- 1934: Madame befiehlt! (Enter Madame)
- 1935: Rumba
- 1935: Paris in Spring
- 1935: Männer ohne Namen (Men Without Names)
- 1935: Two for Tonight
- 1936: Collegiate
- 1936: Poppy
- 1936: Yours for the Asking
- 1936: Three Married Men
- 1936: Die Dschungel-Prinzessin (The Jungle Princess)
- 1937: Don’t Tell the Wife
- 1937: Murder Goes to College
- 1937: Nobody’s Baby
- 1937: Hotel Haywire
- 1937: Wild Money
- 1937: Blonde Trouble
- 1937: Partners in Crime
- 1937: Unter Mordverdacht (Night Club Scandal)
- 1937: Ein Mordsschwindel (True Confession)
- 1938: The Big Broadcast of 1938
- 1938: Her Jungle Love
- 1938: Hunted Men
- 1938: Men With Wings
- 1938: Piraten in Alaska (Spawn of the North)
- 1938: Sons of the Legion
- 1938: Auf verbotenen Wegen (Ride a Crooked Mile)
- 1939: Persons in Hiding
- 1939: Union Pacific
- 1939: Death of a Champion
- 1940: Der große Edison (Edison, the Man)
- 1940: Die Hölle der Südsee (Typhoon)
- 1940: Safari
- 1940: Die scharlachroten Reiter (North West Mounted Police)
- 1941: Zauber der Musik (The Hard-Boiled Canary)
- 1941: Caught in the Draft
- 1941: Aloma, die Tochter der Südsee (Aloma of the South Seas)
- 1941: New York Town
- 1942: Roxie Hart
- 1942: Star Spangled Rhythm
- 1942: Piraten im karibischen Meer (Reap the Wild Wind)
- 1942: Lodernde Flammen (The Forest Rangers)
- 1942: Silver Queen
- 1943: Dixie
- 1943: Liebeslied der Wüste (The Desert Song)